# Arkadiusz Melak
Arkadiusz Melak (ur. 12 stycznia 1951 w Warszawie, zm. 5 lipca 2011) – polski działacz opozycyjny okresu PRL.

## Życiorys

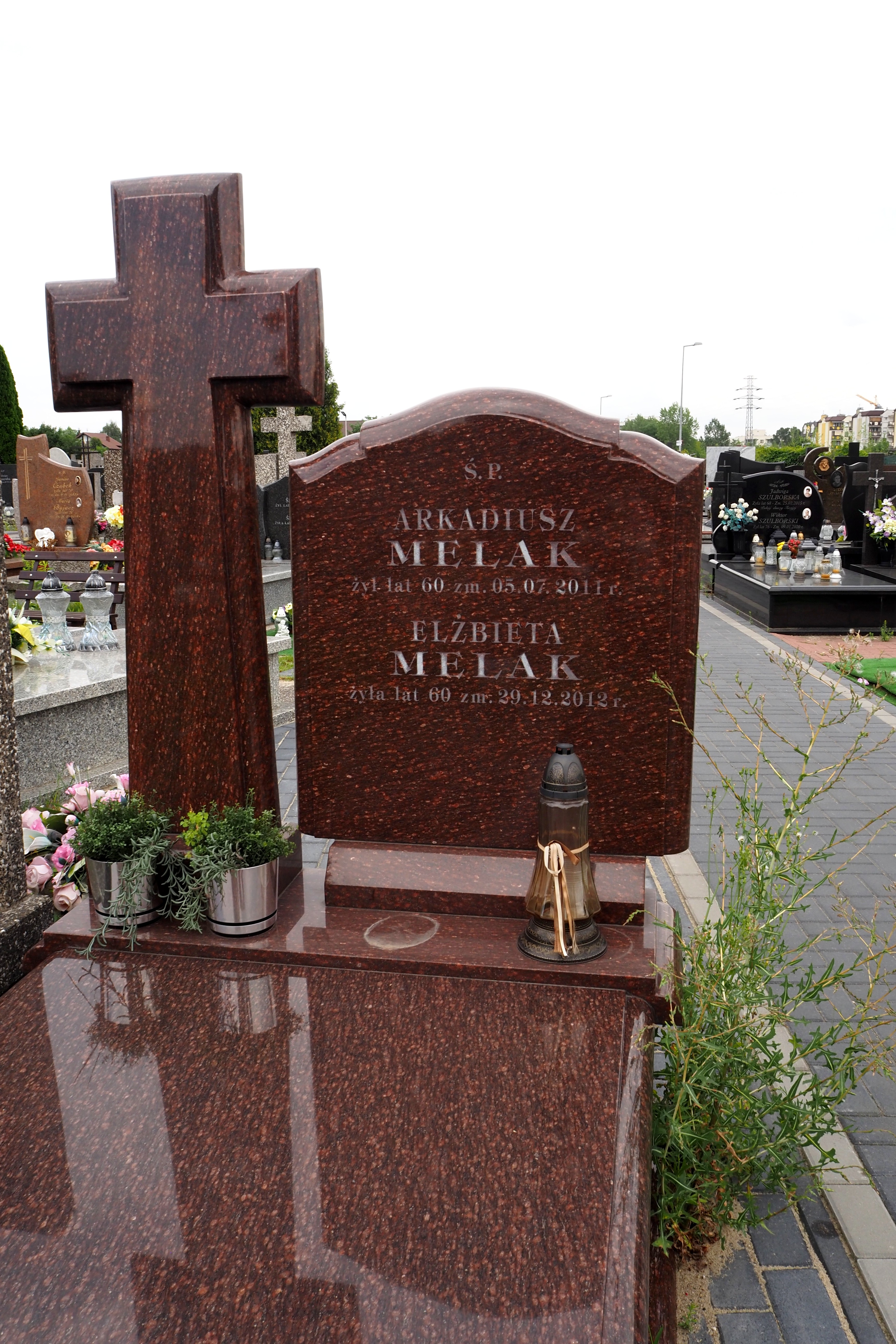
Grób Arkadiusza Melaka na cmentarzu parafialnym parafii Świętej Trójcy w Ząbkach

Syn Józefa Melaka i Donaty Mazińskiej, miał braci: Andrzeja, Stefana i Sławomira.
W 1974 był współorganizatorem Kręgu Pamięci Narodowej. Od 1979 roku działał w Konspiracyjnym Komitecie Katyńskim, a w lipcu 1981 roku był w gronie inicjatrowów postawienia pierwszego w Polsce pomnika poświęconego upamiętnieniu ofiar zbrodni katyńskiej na Cmentarzu Wojskowym na Powązkach w Warszawie (był jego współprojektantem i głównym wykonawcą). W stanie wojennym był internowany od 8 maja do 23 grudnia 1982 roku w Ośrodkach Odosobnienia w Warszawie-Białołęce, Rzeszowie-Załężu i w Uhercach.
Pełnił funkcję szefa obszaru warszawskiego Konfederacji Polski Niepodległej. Uczestniczył w druku i kolportażu nielegalnych wydawnictw oraz innych materiałów propagandowych KPN. 
Zmarł 5 lipca 2011. Został pochowany na cmentarzu parafialnym parafii Świętej Trójcy w Ząbkach.

## Wybrane odznaczenia
- Krzyż Oficerski Orderu Odrodzenia Polski (2006)[3],
- Krzyż Wolności i Solidarności (2018)[3][2][6],
- Medal „Pro Memoria”[3],
- Srebrny Medal „Zasłużony Kulturze Gloria Artis” (2007)[7][3]